# Holcichneumon polyaenoides
Holcichneumon polyaenoides är en stekelart som först beskrevs av Gyöö Viktor Szépligeti 1908.  Holcichneumon polyaenoides ingår i släktet Holcichneumon och familjen brokparasitsteklar. Inga underarter finns listade i Catalogue of Life.